# Anton Rzehak
Anton Rzehak, křtěný Anton Emil (26. května 1855 Nikolčice – 31. března 1923 Brno) byl moravský geolog a archeolog.

## Život
Narodil se v Novém Dvoře u Nikolčic. Studoval na Německé vysoké škole technické v Brně nejprve inženýrství, poté přírodovědu, především geologii. V letech 1880–1884 byl na této škole asistentem prof. Alexandra Makowského. Od roku 1884 byl profesorem chemie na zemské reálce v Brně, od roku 1893 opět na technice v Brně jako soukromý docent paleontologie a užité geologie. Od roku 1903 byl mimořádným a od roku 1905 řádným profesorem mineralogie a geologie tamtéž.
Geologie byla jeho specializací a hlavní činností, jeho působení archeologické však zanechalo hluboké stopy ve vývoji moravské archeologie. Již v roce 1879 zkoumal hroby se skrčenými kostrami ze starší doby bronzové v Měníně (období označil jako „měnínská kultura“, pojem se však neujal, byl potlačen pojmem únětická kultura podle naleziště v českých Úněticích, poté provedl řadu dalších výzkumů na Moravě (např. žárové pohřebiště u Lednice. Od roku 1886 se stal po Mořici Trappovi správcem prehistorického oddělení Moravského zemského muzea; výsledkem jeho práce zde bylo první systematické roztřídění sbírek. Roku 1888 vypracoval (neuveřejněnou) archeologickou mapu Moravy. Bohatá byla jeho přednášková aktivita, důležité jsou jeho zprávy o přírůstcích sbírek Moravského zemského muzea a archeologické činnosti na Moravě vůbec.
Jeho manželkou byla Georgine, roz. Schmied (8. června 1861 Mikulov – ?), se kterou se oženil 20. srpna 1884 v Hustopečích.

## Publikace
- Die Chronologie in der Vorgeschichte, Zeitschrift der deutschen Vereins für die Geschichte Mährens und Schlesiens 5, 1901, 294–295
- Beiträge zur Kenntniss der Bronzezeit in Mähren, Zeitschrift der deutschen Vereins für die Geschichte Mährens und Schlesiens 10, 1907
- Die jüngere vorrömische Eisenzeit (Latènezeit) in Mähren, Zeitschrift der deutschen Vereins für die Geschichte Mährens und Schlesiens 17, 1913, 289–326 (první shrnující práce o keltském osídlení Moravy
- Die römische Eisenzeit in Mähren, Zeitschrift des deutschen Vereins für die Geschichte Mährens und Schlesiens 22, 1918, 197–278